# Naka-Furano
Naka-Furano (中富良野町, Naka-Furano-chō), sovint romanitzat com a Nakafurano, és una vila i municipi de la subprefectura de Kamikawa, a Hokkaido, Japó i pertanyent al districte de Sorachi. Com la gran majoria dels municipis del seu voltant, Naka-Furano és una vila agrària que viu del turisme estacional amb pistes d'esquí i el cultiu de cereals i espígol, molt famós a la zona. El nom de la vila es pot traduir al català com a "Furano d'enmig", en referència al municipi al qual pertanyia abans.

## Geografia
La vila de Naka-Furano es troba localitzada a la part sud de la subprefectura de Kamikawa, al centre geogràfic de Hokkaido. Els rius Sorachi i Furano passen pel territori del municipi, on també es troba el mont Hokusei (estrela del nord, en català) o també Hokusei-yama (北星山). El terme municipal de Naka-Furano limita al nord amb els de les viles de Biei (districte de Kamikawa) i Kami-Furano (districte de Sorachi); cap al sud amb la ciutat de Furano i, a l'oest amb la ciutat d'Ashibetsu, aquesta darrera, pertanyent a la subprefectura de Sorachi.

## Història
Es sap que, al menys des del període Jōmon, la zona ha estat habitada pels ainus. L'explorador Takeshirō Matsuura va estar a la zona. L'actual municipi de Naka-Furano, abans estava integrat dins del poble de Furano, actualment ciutat. El 1898, Furano s'integra dins de la subprefectura de Kamikawa. No seria fins l'1 d'abril de 1917 quan es crearia el poble de Naka-Furano, escindit de Furano. Finalment, l'any 1964, Naka-Furano assolí la seua categoria actual de vila. L'any 2008, Naka-Furano signà l'entrada de la vila en la mancomunitat de Furano, que s'oficialitzà el 2009.

## Demografia
| 1920  | 1930  | 1940  | 1950   | 1960   | 1970  | 1980  |
| ----- | ----- | ----- | ------ | ------ | ----- | ----- |
| 8.778 | 8.840 | 9.223 | 10.430 | 10.801 | 8.352 | 7.039 |
| 1990  | 2000  | 2010  | 2020   | 2030   | 2040  | 2050  |
| 6.331 | 5.833 | 5.476 | 4.849  | -      | -     | -     |

## Transport

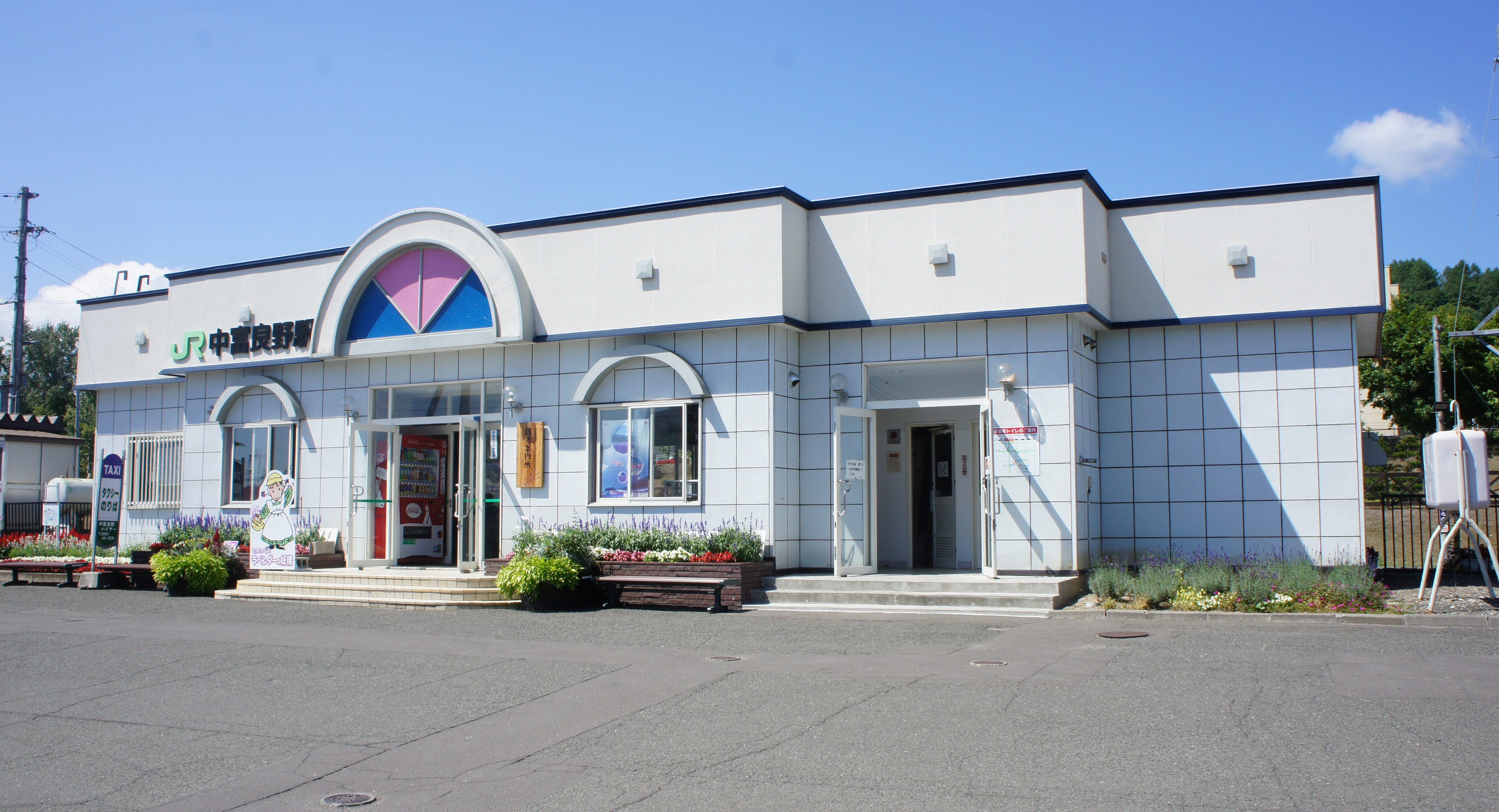
Estació de Naka-Furano

### Ferrocarril
- Companyia de Ferrocarrils de Hokkaido (JR Hokkaido)
  - Nishinaka - Naka-Furano - Shikauchi

### Carretera
- Nacional 38 - Nacional 237
- Prefectural 298 - Prefectural 705 - Prefectural 759 - Prefectural 851